# Roy Hibbert
Roy Denzil Hibbert (Nova Iorque, 11 de dezembro de 1986), é um ex-jogador profissional de basquete norte-americano, que atuou como pivô na National Basketball Association (NBA). Medindo 2.18 metros e 122 quilos, Hibbert foi considerado um dos principais defensores da liga, sendo enaltecido como o líder de uma das principais defesas da NBA.
Hibbert disputou basquetebol universitário pela Universidade de Georgetown antes de se declarar elegível para o draft da NBA de 2008, quando foi escolhido pelo Toronto Raptors com a 17ª escolha da primeira rodada; na mesma noite, ele foi trocado para o Indiana Pacers, franquia que defende desde então. O pivô contabiliza duas seleções para o Jogo das Estrelas e, temporada após temporada, tem sido enaltecido como um defensor de elite na NBA.

## Antecedentes
Hibbert nasceu no Queens, em Nova Iorque, medindo 57 centímetros; seu pai, Roy, oriundo da Jamaica, media 1.87 m e sua mãe, Patty, de Trinidad, media 1.85 m. Roy frequentou escolas particulares e seus pais tentaram fazer com que ele se aproximasse do tênis, do golfe, do piano e da clarineta, sem sucesso; medindo 2.05 metros na oitava série, ele só se interessava com coisas associadas à sua excepcional altura, embora ele também não se destacasse no basquete.
Enquanto adolescente, Hibbert conheceu grandes pivôs da NBA, como Shaquille O'Neal, Tim Duncan e Dikembe Mutombo, nutrindo também grande admiração por Alonzo Mourning. Ele estudou na Escola Preparatória de Georgetown, em Maryland, onde apresentou médias de 19 pontos, 17 rebotes, seis bloqueios e três assistências por jogo na série de 16—4 que conduziu os "Hoyas" ao co-título da Interstate Athletic Conference.

## Carreira universitária
Formado na Escola Preparatória de Georgetown, Hibbert ingressou na Universidade de Georgetown, pela qual passaram outros grandes pivôs da história da NBA, como Patrick Ewing, Alonzo Mourning e Dikembe Mutombo. Em seu primeiro ano, Roy teve médias de 5.1 pontos e 3.5 rebotes por jogo, sendo o segundo jogador que mais bloqueou arremessos adversários (40); no seu segundo ano universitário, ele anotou 11.6 pontos (segundo melhor pontuador do time) e coletou 6.9 rebotes por jogo (líder do time), além de bloquear 54 arremessos adversários. Em seu terceiro ano, Hibbert marcou 12.9 pontos, coletou 6.9 rebotes e bloqueou 2.4 arremessos por jogo. No seu quarto e último ano, sem a presença de Jeff Green, o pivô liderou os "Hoyas" em pontos (13.4), rebotes (6.4) e bloqueios (2.2) por jogo e foi incluído no segundo time do Consensus All-American antes de se declarar elegível para o draft da NBA.

## Carreira na NBA

### Indiana Pacers

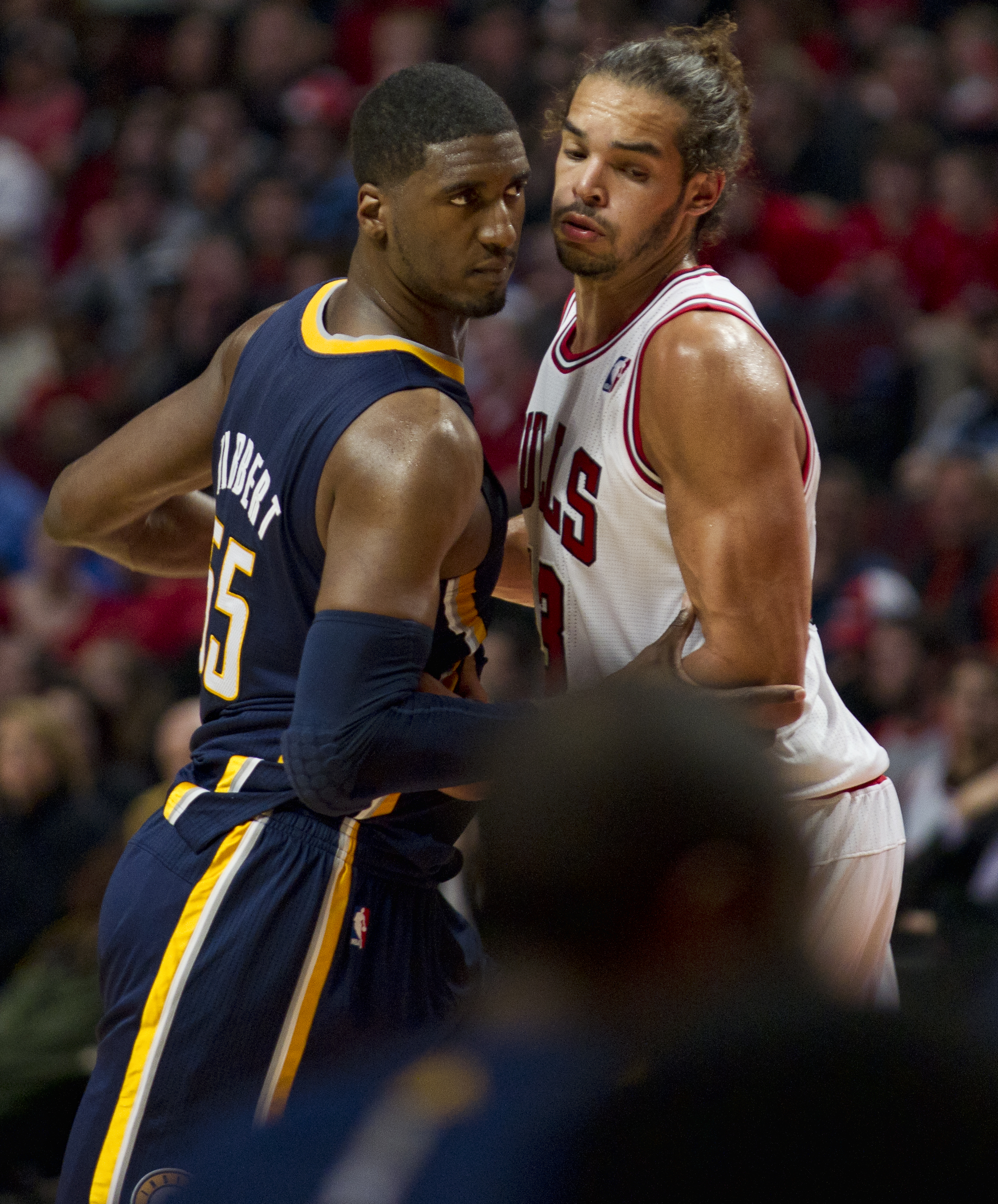
Hibbert enfrentando Joakim Noah em partida contra o Chicago Bulls.

Hibbert foi escolhido pelo Toronto Raptors com a 17ª escolha geral no draft de 2008, mas na mesma noite foi envolvido em uma troca com o Indiana Pacers. Em sua primeira temporada na liga, o pivô disputou 70 partidas, tendo iniciado 42 delas como titular; ele teve uma média de 14.4 minutos por jogo, apresentando médias de 7.1 pontos, 3.5 rebotes e 1.1 toco por confronto. Sob o comando de Jim O'Brien, os Pacers apresentaram campanhas derrotadas e não foram aos playoffs durante as duas primeiras temporadas de Hibbert em Indianápolis.
No decorrer da temporada de 2010-11, O'Brien foi substituído pelo seu então auxiliar Frank Vogel no comando do Pacers. Sob a égide do novo treinador, Hibbert viu seu tempo de quadra aumentar para 27.7 minutos por jogo; seu desempenho também melhorou, uma vez que ele passou a marcar 12.7 pontos, coletar 7.5 rebotes e bloquear 1.8 arremessos adversários por confronto. Os Pacers finalizaram a temporada regular com uma série de 37—45 (20—18 sob o comando de Vogel), mas foram eliminados pelo Chicago Bulls na primeira rodada dos playoffs por 4 a 1; Hibbert iniciou todos os cinco confrontos da série como titular, tendo médias de 10.4 pontos, 6.8 rebotes e 1.8 bloqueio por jogo.
A temporada de 2011-12 marcou o "estouro" de Hibbert na NBA: das 66 partidas que o Pacers disputou, o pivô esteve presente em 65 delas, iniciando todas como titular, e emplacando suas melhores médias da carreira em pontos e rebotes por jogo (12.8 e 8.8, respectivamente); ele também apresentou uma média de 2.0 bloqueios por jogo, quinta melhor marca da liga, o que lhe rendeu a sua primeira indicação para o Jogo das Estrelas. Hibbert foi, juntamente com Paul George, o segundo melhor pontuador dos Pacers na temporada, liderando a equipe em rebotes e bloqueios por jogo. Com uma série de 42—24, os Pacers avançaram aos playoffs e desbancaram o Orlando Magic por 4 a 1 na primeira rodada, antes de caírem nas semifinais de conferência diante do Miami Heat, por 4 a 2; as médias de Hibbert durante os playoffs atingiram um duplo-duplo, com o pivô anotando 11.7 pontos, coletando 11.2 rebotes e bloqueando 3.1 arremessos adversários por jogo; seus números em rebotes e bloqueios foram os segundos melhores entre todos os atletas daqueles playoffs.
Após o fim da temporada de 2011-12, Hibbert tornou-se um agente livre restrito (onde qualquer outra franquia pode apresentar uma proposta de contrato ao jogador, mas a franquia atual tem o direito de cobrir a oferta e manter o atleta). O Portland Trail Blazers ofereceu um contrato de 58 milhões de dólares por quatro anos ao pivô, um contrato máximo; os Pacers cobriram a oferta dos Blazers e renovaram o contrato de Hibbert, que já era considerado um dos melhores pivôs da liga pela mídia especializada.
De contrato renovado, Hibbert apresentou médias de 11.9 pontos, 8.3 rebotes e 2.6 bloqueios por jogo durante a temporada de 2012-13, contribuindo para que os Pacers emplacassem uma série de 49 vitórias e 32 derrotas, a terceira melhor campanha da Conferência Leste. Durante os playoffs, o pivô elevou seu jogo ofensivo a outro patamar, anotando 17.0 pontos por jogo (segundo melhor pontuador do time); os Pacers chegaram até as finais de conferência onde, novamente, caíram diante do Miami Heat, desta vez em uma acirrada série que só foi decidida no sétimo jogo. Durante a série decisiva, Hibbert anotou 22.1 pontos e coletou 10.4 pontos por jogo. Mesmo com a derrota diante dos eventuais campeões, o sistema defensivo do Indiana Pacers passou a ser enaltecido como um dos mais fortes da liga e até mesmo da história, com Hibbert sendo apontado como o "âncora" dessa defesa.
Na temporada 2013-14, Hibbert ajudou a equipe do Indiana Pacers a ser a melhor equipe da conferência leste na temporada regular, com uma marca de 56 vitórias e 26 derrotas. O Pacers não conseguia isso a exatos 10 anos, desde a temporada 2003-04. Apesar de uma grande temporada, o Pacers acabou sendo derrotado novamente nas finais de conferência para o Miami Heat em 6 jogos. Na temporada de 2014-15, Hibbert já não conseguiu mostrar todo o seu poderio defensivo, tendo uma queda considerável na sua produção defensiva. Com o principal jogador do time, Paul George, contundido, o Pacers não foi muito longe e não conseguiu nem sequer chegar aos playoffs.

### Los Angeles Lakers
No dia 29 de junho de 2015, após o término da temporada, Hibbert exerceu a cláusula de opção do jogador para permanecer no Pacers por mais uma temporada. Porém, 10 dias depois, em 9 de julho de 2015, Roy foi trocado para a equipe do Los Angeles Lakers por uma escolha de segunda rodada de um Draft futuro. Ele estreou oficialmente na primeira partida do Lakers na temporada 2015-16, no dia 28 de outubro de 2015, na derrota para o time do Minnesota Timberwolves por 112 a 111. Hibbert marcou 12 pontos e pegou 10 rebotes.

## Habilidades
Hibbert é reconhecido, principalmente, pelas suas habilidades na defesa do garrafão, sendo enaltecido como um dos principais jogadores defensivos da NBA. Jogadores adversários convertem menos da metade de seus arremessos quando são defendidos pelo pivô, cuja capacidade defensiva tem forçado jogadores como LeBron James a buscarem formas de contornar a sua marcação. Medindo 2.18 metros, a capacidade de intimadação de Hibbert não força apenas seus adversários a alterarem seus arremessos e decisões próximas à cesta, mas também obriga equipes adversárias a mudarem sua forma de jogo, buscando arremessos mais distantes do garrafão. A principal "ferramenta" defensiva do pivô é a regra da verticalidade, pela qual um jogador pode se elevar com os braços para o alto e absorver contato de adversários sem que uma falta seja assinalada.
Hibbert não se destaca ofensivamente, fato assumido tanto pelo jogador quanto pelo seu treinador, Frank Vogel, mas é um consistente contribuidor do outro lado da quadra, anotando uma média de 11.3 pontos por jogo em sua carreira e convertendo 47.1% de suas tentativas de arremesso.

## Estatísticas da Carreira

### Faculdade
| Ano      | Equipe     | PJ  | PT  | MPJ  | AP   | 3P    | LL   | RT  | AS  | BR  | TO  | PPJ  |
| -------- | ---------- | --- | --- | ---- | ---- | ----- | ---- | --- | --- | --- | --- | ---- |
| 2004-05  | Georgetown | 32  | 17  | 15.8 | .469 | .000  | .662 | 3.5 | 0.9 | 0.3 | 1.3 | 5.1  |
| 2005-06  | Georgetown | 33  | 33  | 24.0 | .590 | .000  | .723 | 6.9 | 1.3 | 0.2 | 1.6 | 11.6 |
| 2006-07  | Georgetown | 37  | 37  | 26.4 | .671 | .000  | .686 | 6.9 | 1.1 | 0.5 | 2.4 | 12.9 |
| 2007-08  | Georgetown | 34  | 34  | 26.3 | .609 | 1.000 | .646 | 6.4 | 1.9 | 0.5 | 2.2 | 13.4 |
| Carreira |            | 136 | 121 | 23.3 | .603 | 1.000 | .680 | 5.9 | 1.3 | 0.4 | 1.9 | 10.9 |

### NBA

#### Temporada regular
| Ano      | Equipe         | PJ  | PT  | MPJ  | AP   | 3P   | LL    | RT  | AS  | BR  | TO  | PPJ  |
| -------- | -------------- | --- | --- | ---- | ---- | ---- | ----- | --- | --- | --- | --- | ---- |
| 2008-09  | Indiana Pacers | 70  | 42  | 14.4 | .471 | .000 | .667  | 3.5 | 0.7 | 0.3 | 1.1 | 7.1  |
| 2009-10  | Indiana Pacers | 81  | 69  | 25.1 | .495 | .500 | .754  | 5.7 | 2.0 | 0.4 | 1.6 | 11.7 |
| 2010-11  | Indiana Pacers | 81  | 80  | 27.7 | .461 | .000 | .745  | 7.5 | 2.0 | 0.4 | 1.8 | 12.7 |
| 2011-12  | Indiana Pacers | 65  | 65  | 29.8 | .497 | .000 | .711  | 8.8 | 1.7 | 0.5 | 2.0 | 12.8 |
| 2012-13  | Indiana Pacers | 79  | 79  | 28.7 | .448 | .250 | .741  | 8.3 | 1.4 | 0.5 | 2.6 | 11.9 |
| 2013-14  | Indiana Pacers | 81  | 81  | 29.7 | .439 | .400 | .770  | 6.6 | 1.1 | 0.4 | 2.2 | 10.8 |
| 2014-15  | Indiana Pacers | 76  | 76  | 25.3 | .446 | .000 | .824  | 7.1 | 1.1 | 0.2 | 1.6 | 10.6 |
| Carreira |                | 533 | 492 | 25.9 | .464 | .273 | .748  | 6.8 | 1.4 | 0.4 | 1.9 | 11.1 |
| All Star |                | 2   | 0   | 11.0 | .625 | .000 | 1.000 | 4.0 | 1.5 | 0.0 | 0.0 | 5.5  |

#### Playoffs
| Ano      | Equipe         | PJ | PT | MPJ  | AP   | 3P    | LL   | RT   | AS  | BR  | TO  | PPJ  |
| -------- | -------------- | -- | -- | ---- | ---- | ----- | ---- | ---- | --- | --- | --- | ---- |
| 2011     | Indiana Pacers | 5  | 5  | 26.4 | .444 | .000  | .706 | 6.8  | 0.6 | 0.4 | 1.8 | 10.4 |
| 2012     | Indiana Pacers | 11 | 11 | 30.9 | .500 | 1.000 | .667 | 11.2 | 1.1 | 0.4 | 3.1 | 11.7 |
| 2013     | Indiana Pacers | 19 | 19 | 36.5 | .511 | .000  | .806 | 9.9  | 1.4 | 0.2 | 1.9 | 17.0 |
| 2014     | Indiana Pacers | 18 | 18 | 28.3 | .451 | .000  | .745 | 5.6  | 0.8 | 0.2 | 1.4 | 9.3  |
| Carreira |                | 53 | 53 | 31.6 | .487 | .500  | .758 | 8.4  | 1.0 | 0.2 | 2.0 | 12.7 |